# آرتور پطروسیان (روزنامه‌نگار)
آرتور لوونی پطروسیان (ارمنی: Արթուր Լևոնի Պետրոսյան; روسی: Арту́р Петросья́н؛ زادهٔ ۲۱ سپتامبر ۱۹۷۹) روزنامه‌نگار فوتبالی و سرویراستار ارمنی‌تبار اهل روسیه است. وی به خاطر فعالیتش در قدیمی‌ترین مجله ورزشی روسی «Futbol»، شبکه تلویزیونی Russia-2، روزنامه Sport Express و گهگاهی مشارکت‌هایش با رسانه‌های خارجی همچون به عنوان گاردین، ESPN FC، نیویورک تایمز، بی‌بی‌سی و دیگران شناخته شده است.

## زندگی‌نامه
در ۲۱ سپتامبر ۱۹۷۹ در مسکو به دنیا آمد. پس از دریافت مدرک از دانشگاه دولتی اقتصاد، آمار و اطلاعات مسکو در اسبربانک و روس‌نفت به فعالیت پرداخت. نخستین سمت وی در سال ۲۰۰۱ در باشگاه فوتبال دینامو مسکو به عنوان مترجم، گوینده استادیوم در بازی‌های بین‌المللی بود. پطروسیان در رویدادهای مهم فوتبال همچون جام جهانی فوتبال، جام ملت‌های اروپا، لیگ قهرمانان اروپا و فینال لیگ اروپا به عنوان ناظر، گزارشگر و رئیس هییت تحریریه فعالیت نموده است. وی با بسیاری از مهاجمان فوتبال همچون کریستیانو رونالدو، هنریخ مخیتاریان و دیگران مصاحبه کرده است.